# Xiaomei (köpinghuvudort i Kina, Zhejiang Sheng, lat 27,83, long 118,97)
Xiaomei (kinesiska: 小梅镇) är en köpinghuvudort i Kina. Den ligger i provinsen Zhejiang, i den östra delen av landet, omkring 290 kilometer sydväst om provinshuvudstaden Hangzhou. Antalet invånare är 8 559. Befolkningen består av 4 133 kvinnor och 4 426 män. Barn under 15 år utgör 19,0 %, vuxna 15-64 år 68 %, och äldre över 65 år 12,0 %.
Runt Xiaomei är det ganska tätbefolkat, med 90 invånare per kvadratkilometer. Närmaste större samhälle är Badu, 17,6 km norr om Xiaomei. I omgivningarna runt Xiaomei växer i huvudsak blandskog.
Genomsnittlig årsnederbörd är 2 342 millimeter. Den regnigaste månaden är juni, med i genomsnitt 422 mm nederbörd, och den torraste är oktober, med 61 mm nederbörd.